# Haitō-rei
Haitō-rei (jap. 廃刀令) – edykt wydany przez rząd Meiji w dniu 28 marca 1876 roku, zakazujący samurajom japońskim noszenia broni, tzw. daishō rodowego. Było to jedno z posunięć władz usuwających tradycyjne przywileje klasy samurajów.
Pojawiły się wówczas sposoby na ukrywanie białej broni w bambusowych kijach i laskach - shikomi-zue. W razie niebezpieczeństwa rozkładali tyczkę i dobywali broni.